# Porphyrinia arida
Porphyrinia arida är en fjärilsart som beskrevs av Rothschild 1913. Porphyrinia arida ingår i släktet Porphyrinia och familjen nattflyn. Inga underarter finns listade i Catalogue of Life.